# 가족 (1991년 드라마)
가족은 KBS 1TV 시추에이션 드라마이다.

## 출연진
- 이순재
- 반효정
- 여운계
- 박순애
- 안정훈
- 최수종
- 박현숙